# Musculus levator labii superioris alaeque nasi

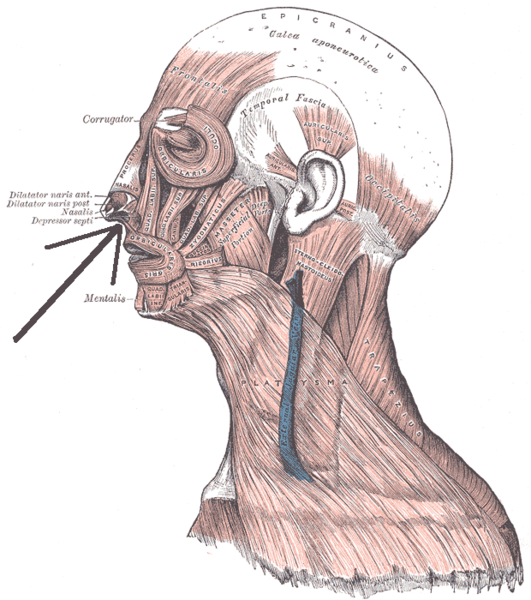
A fej izmai
(az izom nem látható, de valahol ott van, ahova a nyíl mutat)

A musculus levator labii superioris alaeque nasi egy apró izom, aminek magyarul a neve körülbelül ez: "a felső ajak és az orrcimpa emelője" (latinul ez a leghosszabb nevű izom az emberi testben).

## Eredés, tapadás, elhelyezkedés
A felső állkapocs frontális processzusáról ered és a felső ajak és az orrlyuk bőréhez tapad.

## Funkció
Emeli a felső ajkat és kitágítja az orrlyukat.

## Beidegzés, vérellátás
A nervus facialis rami buccales nervi facialis része idegzi be és az arteria facialis látja el vérrel.

## Külső hivatkozások
- Fül-orr-gége